# Forlimpopoli
Forlimpopoli (AFI: /forlimˈpɔpoli/; Frampùl o Frampùla in romagnolo) è un comune italiano di 13 187 abitanti della provincia di Forlì-Cesena in Emilia-Romagna. 
Dal 2013 fa parte dell'Unione dei comuni della Romagna Forlivese.

## Geografia fisica
Il territorio è pianeggiante. Il centro urbano è situato sulla Via Emilia (SS9) a 9 km di distanza da Forlì e 12 km da Cesena.

## Origini del nome
Il nome di Forlimpopoli è di chiara origine romana (in latino Forum Popiliī) e potrebbe derivare da quello del console Publio Popilio Lenate. 

## Storia

### Preistoria
Il territorio fu abitato sin dal paleolitico inferiore, come testimoniano alcuni manufatti di selce trovati in anni recenti; si tratta di ciottoli scheggiati, simili a quelli del più famoso giacimento di Monte Poggiolo (Forlì) e fabbricati da individui appartenenti al gruppo dell'Homo erectus, circa 700 000 anni fa.
In epoca protostorica il territorio fu percorso e abitato da genti dell'età del bronzo e successivamente sia dagli Umbri, che scendevano dall'Appennino, sia dai Galli provenienti dalla Pianura Padana.

### Storia romana
Nel territorio forlimpopolese sono ancora oggi visibili tracce di tre successive centuriazioni, che testimoniano l'opera di bonifica agraria e di colonizzazione della pianura effettuata dai Romani a partire dal II secolo a.C.; certamente l'antica via Emilia costituiva l'asse fondamentale del reticolato urbano della città romana. Nel I secolo a.C. Forum Popilii divenne un municipium, centro coordinatore di un vasto territorio confinante con quelli di Caesena, Forum Livii (Forlì), Mevaniola e Sarsina.
Forum Popili si avvantaggiava della vicinanza con il porto ravennate di Civitas Classis, dal quale arrivavano merci e idee provenienti anche dall'oriente, come dimostra la scoperta di una stele funeraria databile al tardo III secolo. Nel V secolo Forlimpopoli divenne sede episcopale. Il suo primo vescovo, secondo la devozione popolare, sarebbe stato l'ateniese Rufillo; sul luogo ritenuto il suo sepolcro, appena fuori dell'abitato, sorse un'abbazia benedettina.
A partire dal III secolo ebbe inizio un periodo di decadenza economica della città, che si protrasse per tutto l'Alto Medioevo, durante il quale la pianura fu sommersa da disastrose inondazioni e ampie zone coltivate furono abbandonate dagli agricoltori.

### Medioevo
Nella seconda metà del VI secolo l'Italia fu divisa in due a causa dell'invasione dei Longobardi. Forlimpopoli rimase sotto il dominio bizantino e alla fine del secolo entrò a far parte dell'Esarcato di Ravenna. Dopo la fine del dominio bizantino in Italia, nell'VIII secolo Forlimpopoli entrò a far parte della sfera d'influenza della Chiesa di Ravenna. Nel 943 è attestata una fortificazione, designata castrum novum sui documenti dell'epoca. Attorno al sito sorsero una pieve e un nuovo centro abitato.
Nel 1044 Michele di Silvestro Merenda ricevette l'incarico da parte di Scarpetta Ordelaffi di edificare la Civitas Nova.

Seguì la conquista dell'autonomia comunale: documenti dell'epoca ci informano della presenza a Forlimpopoli di consoli e successivamente di un podestà.

### Età comunale

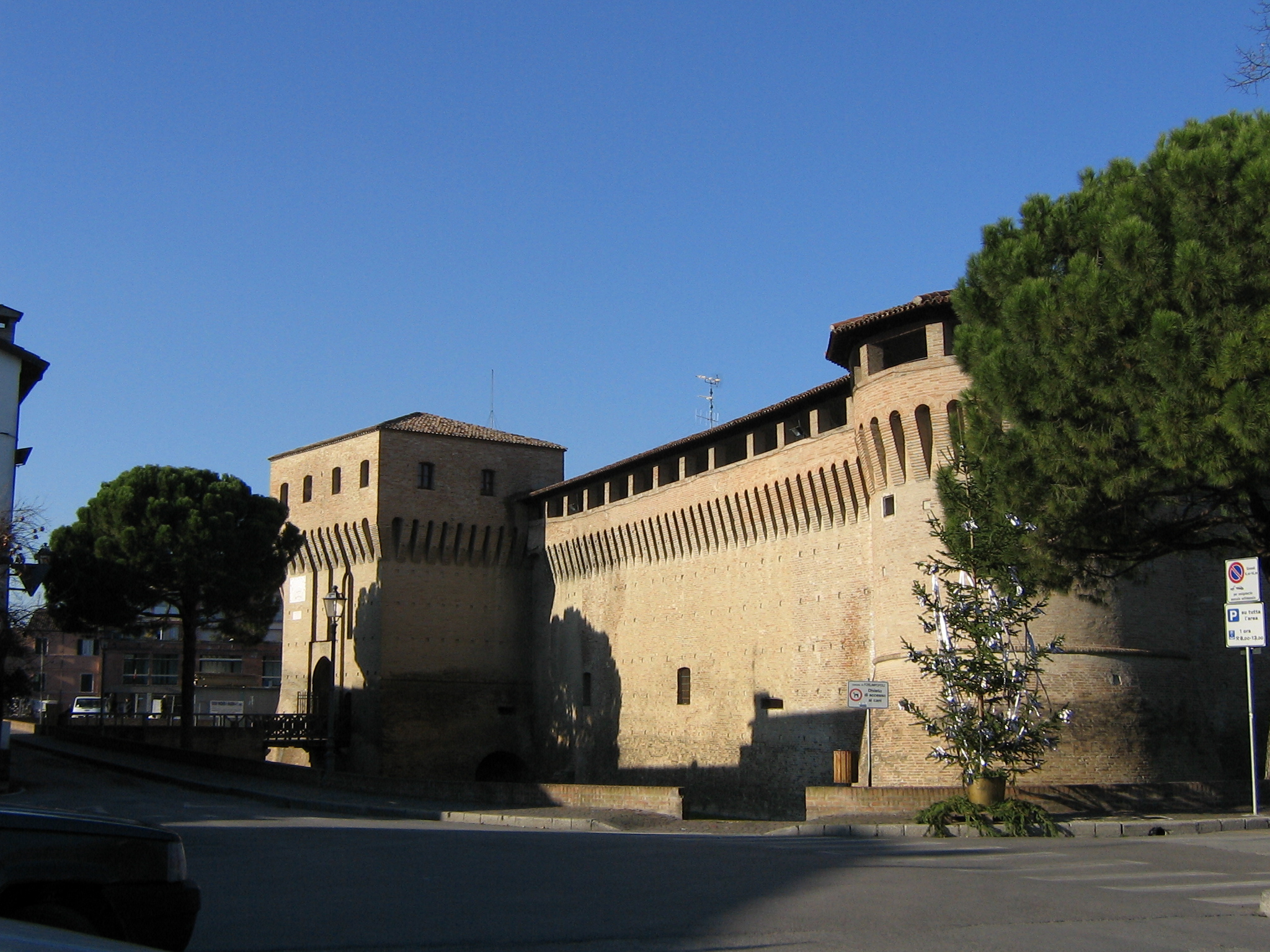
Rocca Albornoziana.

Nel secolo XIII la cittadina entrò nell'orbita della famiglia degli Ordelaffi che da Forlì cercava di estendere la propria influenza sulla Romagna.
L'azione degli Ordelaffi fu contrastata dalla Santa Sede che riconquistò il territorio grazie all'energica azione del cardinale Albornoz. Nel 1360 il cardinale scampò ad un attentato tesogli a Forlimpopoli. L'anno seguente ordinò una rappresaglia: la città fu parzialmente distrutta e le fu tolta la sede vescovile, trasferita nella vicina Bertinoro. In luogo della cattedrale distrutta fu costruita una fortezza, tuttora esistente. Nella Descriptio provinciæ Romandiolæ del 1371, Forlimpopoli viene rinominata Salvaterra. Pochi anni dopo, Sinibaldo Ordelaffi, fatta la pace con la Chiesa, fece risorgere Forlimpopoli, con la costruzione di mura cittadine ed il ripristino del toponimo originale.

### Età moderna
Nei secoli XV e XVI Forlimpopoli fu posseduta da diversi signori, tra i quali Caterina Sforza e Cesare Borgia. Nel 1535 la città fu concessa dal papa Paolo III, come feudo perpetuo, ad Antonello Zampeschi, alla cui morte successe Brunoro II Zampeschi, che divenne un valoroso condottiero al servizio di Venezia, del papa, del duca di Savoia e del re di Francia. Dal 1592 la Rocca passò ai principi Savelli, che rilevarono i beni degli Zampeschi, e quindi al cardinale Capponi. La successione della famiglia va identificata e riferita al figlio naturale di Antonello Zampeschi: Organtino il Gamorano (o Gammarano). Ultimo erede fu Cosimo Cammarano Zampeschi
Dopo la parentesi napoleonica, Forlimpopoli tornò sotto il governo pontificio. Durante il Risorgimento la cittadina partecipò attivamente ai moti liberali, in particolare a quelli del 1831.
Nel 1851 fu saccheggiata dalla banda del famigerato brigante Stefano Pelloni, detto "il Passatore"; tra le vittime della rapina vi furono anche il padre e una sorella di Pellegrino Artusi.

### Dopo l'unità d'Italia
Nel 1890 fu istituita una Regia Scuola Normale Maschile per la preparazione degli insegnanti elementari, grazie anche al sostegno del poeta Giosuè Carducci che si interessò direttamente per l'ottenimento dell'autorizzazione da parte del Ministero della pubblica istruzione. Nei primi decenni il direttore fu il fratello del poeta, Valfredo Carducci. A quest'ultimo è tuttora intitolato l'istituto, oggi denominato Liceo delle Scienze Umane.
Negli anni Trenta vennero costruiti vari edifici nello stile dell'epoca, tra cui nel 1935 quello della Gioventù italiana del littorio, attualmente adibito a polo liceale. Durante la seconda guerra mondiale Forlimpopoli fu gravemente danneggiata dal passaggio del fronte e diversi suoi abitanti parteciparono alla Resistenza, fino alla liberazione della città, avvenuta il 25 ottobre 1944.
Il comune fa parte dell'Associazione "Borghi Autentici d'Italia" e del Movimento Patto dei Sindaci.

### Simboli
Lo stemma è stato riconosciuto con DCG del 14 aprile 1929.
Il gonfalone, concesso con DPR del 12 giugno 1984, è un partito di giallo e di rosso.

## Monumenti e luoghi d'interesse

Forlimpopoli negli anni cinquanta

- La Rocca Albornoziana a pianta quadrata domina la piazza principale, costruita verso la metà del XIV secolo sulle rovine dell'antica cattedrale, denominata in origine con l'appellativo "Salvaterra". La rocca tuttora ospita il municipio; i suoi sotterranei ospitano le sale del Museo Civico conservanti manufatti e reperti paleolitici, romani (fra i quali mosaici ed anfore), medioevali e tardo medievali ritrovati nel territorio. All'interno della rocca è stato realizzato il Teatro Giuseppe Verdi.

### Architetture religiose

#### Nella città
- Basilica di San Rufillo
- Chiesa della Madonna del Popolo, che contiene, tra l'altro, 18 quadri del pittore di scuola forlivese Giuseppe Marchetti
- Chiesa dei Servi
- Chiesa di San Pietro
- Chiesa della Resurrezione
- Cimitero monumentale con chiesa della Madonna di Loreto
- Chiesa di San Giovanni Battista
- Chiesa di San Giuseppe Operaio

#### Nelle frazioni
- Chiesa di Sant'Andrea in Rossano
- Chiesa di San Cristoforo in Selbagnone
- Chiesa dei santi Leonardo e Severo in Schiova

### Musei
- La Collezione Guzzi Brunelli, realizzata da Elio Brunelli e dedicata ad Augusto Farneti, conserva 70 esemplari di Moto Guzzi prodotti tra il 1930 e il 1970, oltre a vari esemplari di Lambretta e motociclette Ducati.[12][13]
- Il Museo civico Archeologico “Tobia Aldini” di Forlimpopoli -  MAF, fondato nel 1961 e collocato nella Rocca[14].

## Società

### Evoluzione demografica
Abitanti censiti

### Etnie e minoranze straniere
Secondo i dati ISTAT al 31 dicembre 2009 la popolazione straniera residente era di 1 098 persone. Le nazionalità maggiormente rappresentate in base alla loro percentuale sul totale della popolazione residente erano:
- Albania 227 1,75%
- Romania 199 1,54%
- Marocco 145 1,12%

### Lingue e dialetti
Accanto alla lingua italiana, è parlata anche la lingua romagnola nella sua locale variante, rientrante nell'area dialettale della pianura ravennate-forlivese.

## Cultura

### Casa Artusi
È il centro culturale cittadino. Comprende la Biblioteca civica e un centro di cultura gastronomica. Inaugurata nel 2007, Casa Artusi comprende ristorante, cantina e museo. Nella biblioteca sono conservate: la Collezione Artusiana (archivio e libreria di Pellegrino Artusi, tutte le edizioni del manuale culinario La scienza in cucina e l'arte di mangiar bene e la letteratura sull'Artusi) e la Raccolta di gastronomia italiana (collezione storica e moderna di libri, riviste, documenti multimediali di argomento gastronomico).

### Media
- Radio Stella Azzurra dal 2014 è attiva su Web

### Eventi e ricorrenze
- Segavecchia: festa tradizionale, di stampo carnascialesco, che si svolge ogni anno in periodo di quaresima. Vede la partecipazione della popolazione e assume il carattere tipico della festa di paese con bancarelle di dolciumi, frutta secca, spettacolo pirotecnico e la sfilata di carri allegorici allestiti dalle frazioni di Forlimpopoli. Dura una settimana;
- La Festa Artusiana si svolge in giugno ed evidenzia l'aspetto tipico della cultura e della tradizione eno-gastronomica della città che diede i natali a Pellegrino Artusi;
- Festival «Didjin'Oz»[17]: dedicato alla musica ed alla cultura degli aborigeni australiani, si svolge abitualmente nella prima metà di luglio ed è divenuto, negli anni, il più importante riferimento italiano del settore. Unico nel panorama italiano, prevede film, concerti e mostre con la presenza di importanti artisti provenienti dall'Australia e da tutta Europa;
- Festival di musica popolare[18]: nato nel 1996, è ormai un appuntamento tradizionale nel panorama delle manifestazioni estive della città. Si propone, attraverso un percorso fatto di concerti, stage e mostre, di analizzare l'evoluzione delle musiche di tradizione, dalle loro origini alla riproposta dei musicisti di oggi;
- Un de int la Roca ad Frampùl ("Un giorno nella Rocca di Forlimpopoli") si svolge il secondo fine settimana di settembre. È una rievocazione storica organizzata dal Gruppo Storico "Brunoro II" della Pro Loco di Forlimpopoli. La festa rievoca un evento storico di cui fu protagonista il signore di Forlimpopoli, il conte Brunoro II. Di ritorno dalla guerra in terra di Francia, dove aveva combattuto gli eretici Ugonotti, Brunoro viene accolto dal paese in festa e dalla moglie, la contessa Battistina Savelli. Durante i giorni di festa si assiste a un vero e proprio salto nel passato: il cortile e il fossato della Rocca sono animati da mercatini medioevali, giochi di giullari e mangiafuoco, duelli di armati e da spettacoli di sbandieratori e tamburini.

## Economia

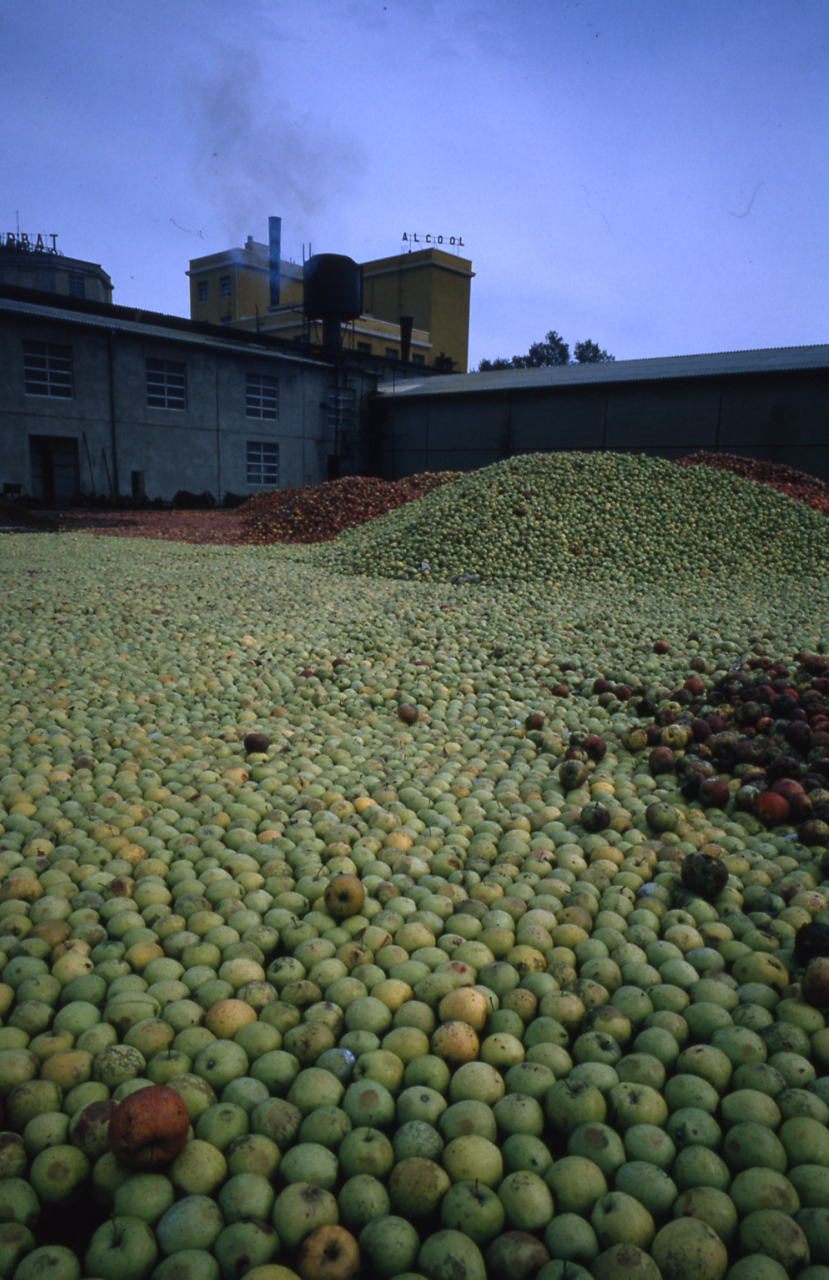
Una distilleria a Forlimpopoli in una foto di Paolo Monti del 1966

Con un'economia basata su artigianato e agricoltura in cui spiccano le coltivazioni di pesche e barbabietole, il comune gode dell'indotto economico determinato dalle grandi industrie presenti nella zona limitrofa forlivese. È stata sede, per molti anni, di un importante zuccherificio poi smantellato.

## Amministrazione
| Periodo | Periodo   | Primo cittadino     | Partito                                     | Carica  | Note |
| ------- | --------- | ------------------- | ------------------------------------------- | ------- | ---- |
| 1995    | 2004      | Maurizio Castagnoli | Democratici di Sinistra                     | Sindaco |      |
| 2004    | 2014      | Paolo Zoffoli       | Democratici di Sinistra/Partito Democratico | Sindaco |      |
| 2014    | 2019      | Mauro Grandini      | Partito Democratico                         | Sindaco |      |
| 2019    | in carica | Milena Garavini     | Partito Democratico                         | Sindaco |      |

### Gemellaggi
- Villeneuve-Loubet

Patto d’amicizia
- Traun
- Villefranche-sur-Saône

## Sport
- Calcio: A.S.D. Forlimpopoli 1928 Calcio - militante nel girone D di Promozione
- Calcio: Atletic Frampula, militante nel girone A di Seconda Categoria
- Calcio: A.S.D. Calcio a 5 Forlimpopoli - militante nel girone P di Seconda Categoria
- Pallavolo: Arcobaleno Volley, del consorzio Romagna in Volley
- Basket: Baskérs Forlimpopoli A.S.D. - militante nel girone B del campionato di serie C
- Ciclismo: A.S.D. Artusianabike Forlimpopoli
- MotoGP: Andrea Dovizioso, ha militato nella massima categoria dal 2008 al 2022

## Galleria d'immagini

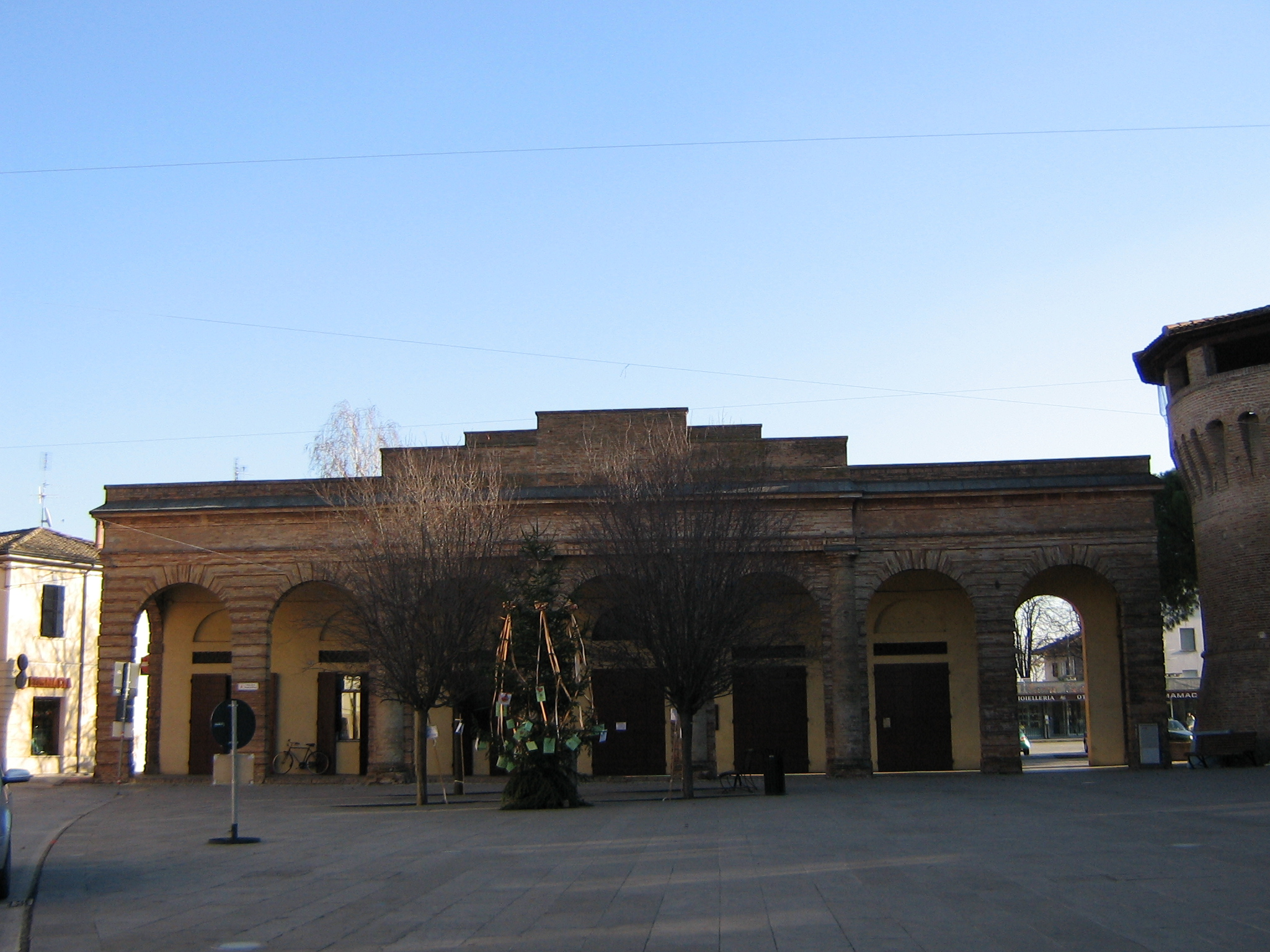
Porta
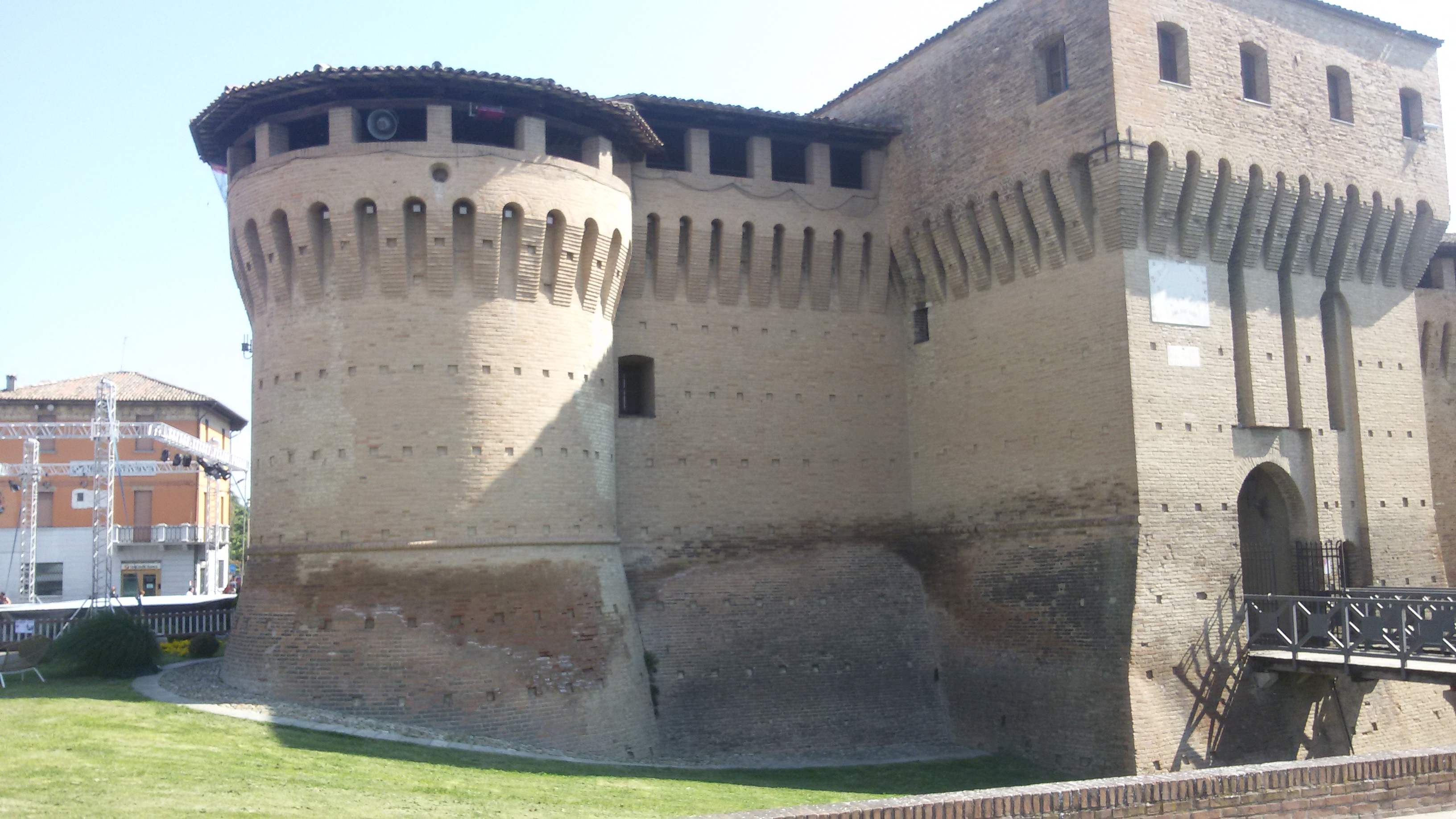
Rocca Albornoziana, fronte occidentale
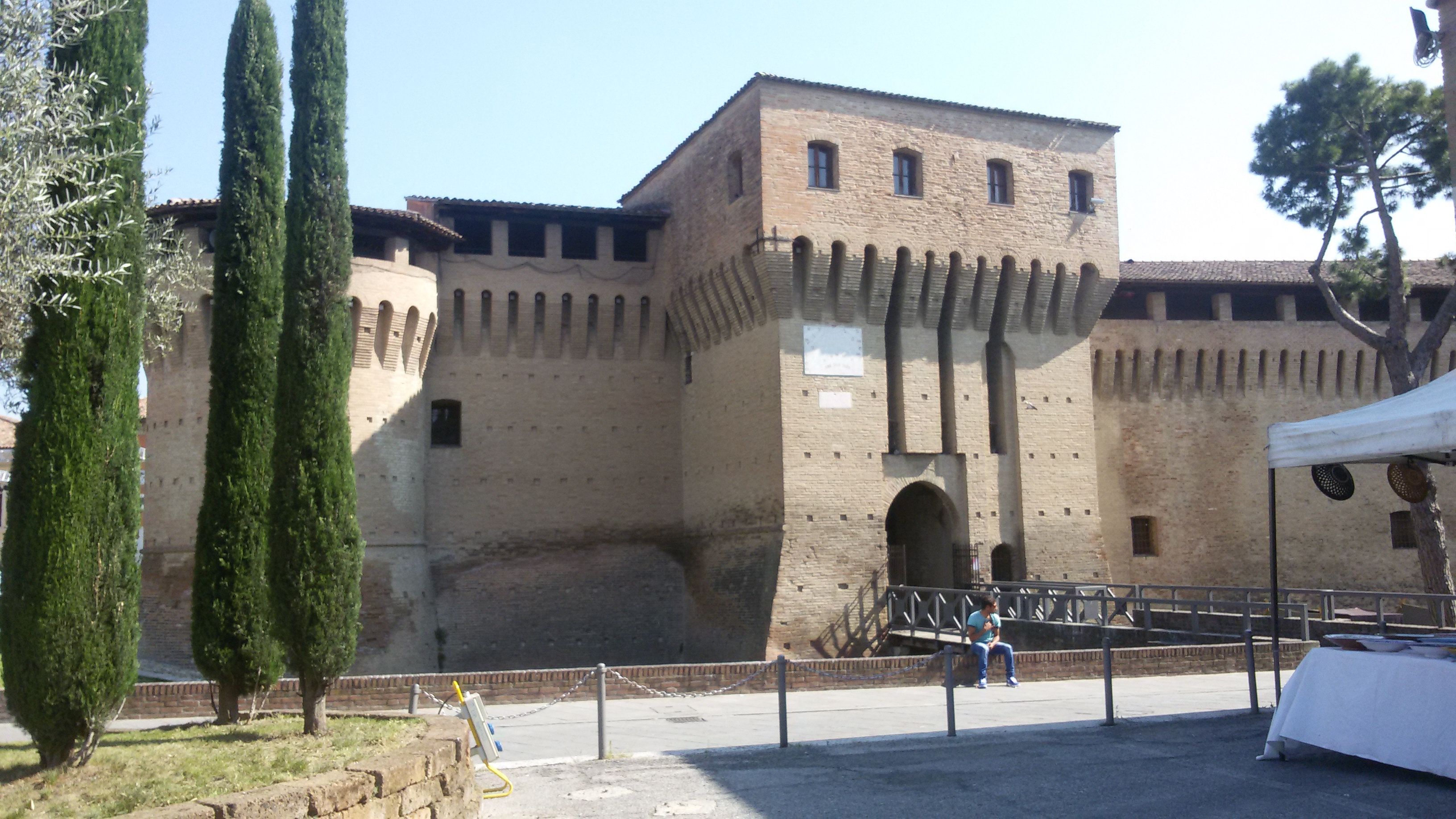
Rocca Albornoziana, fronte meridionale
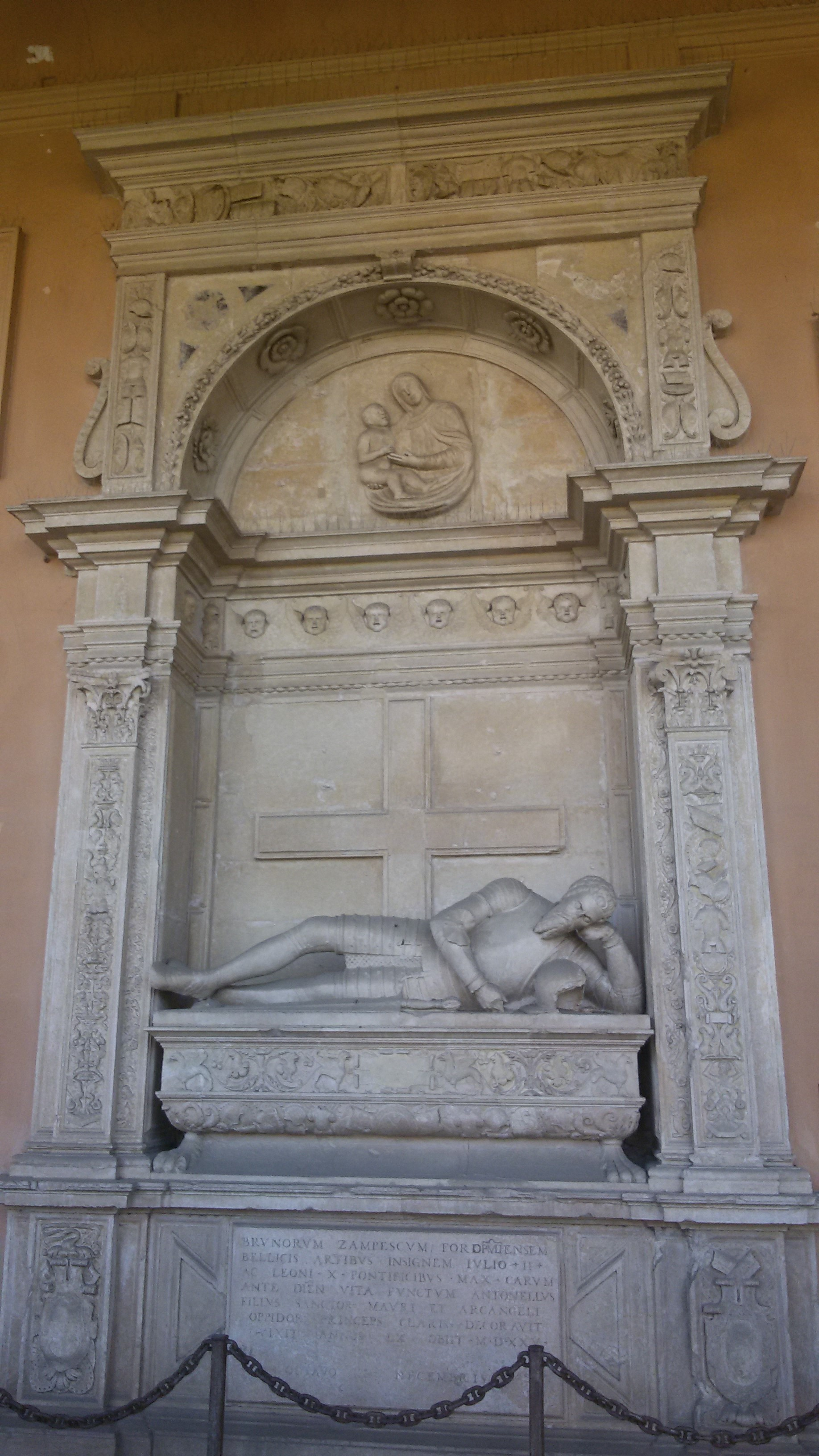
Monumento sepolcrale a sinistra della basilica di San Ruffillo
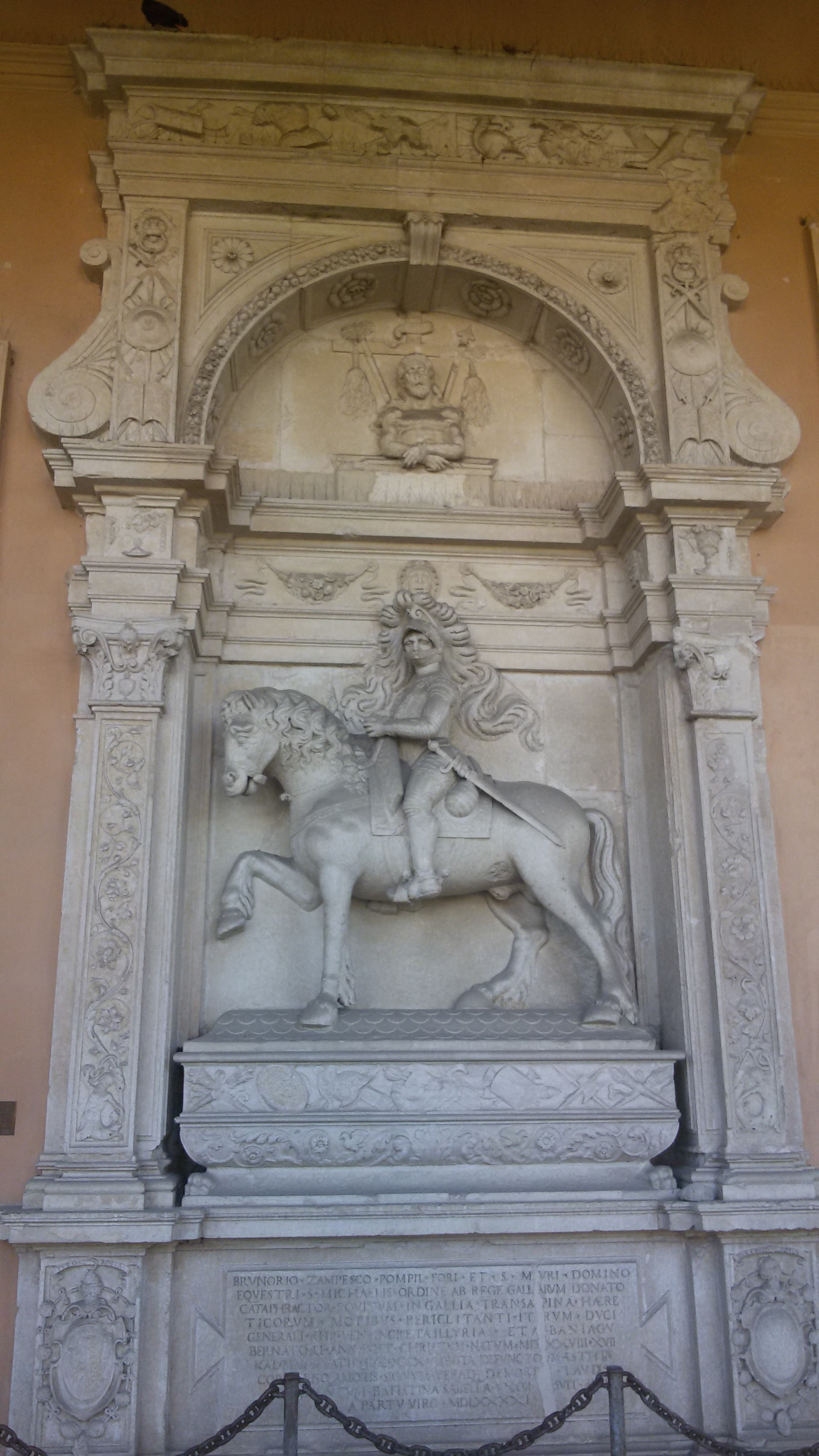
Monumento sepolcrale a destra della basilica di San Ruffillo
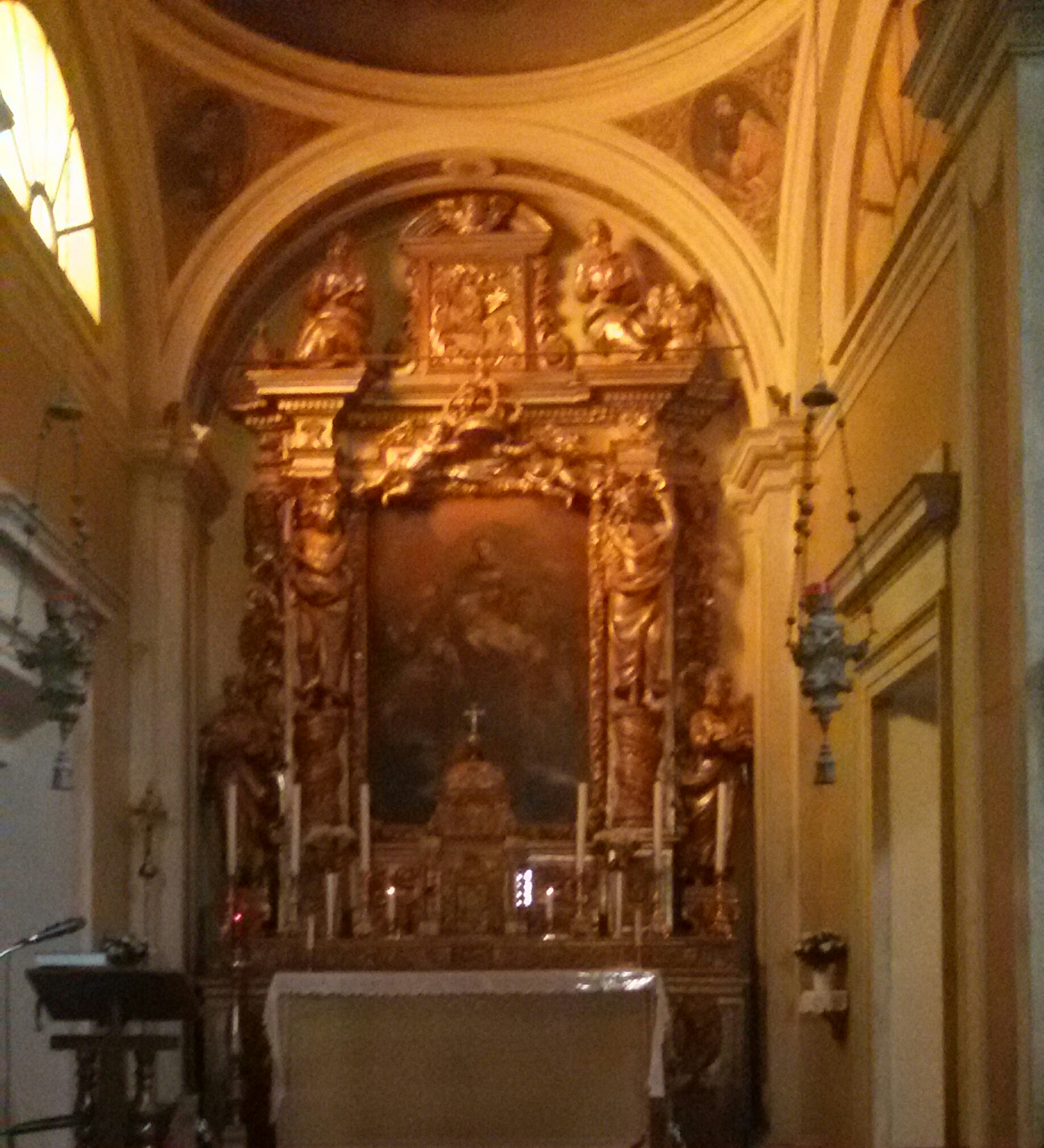
Altare della Basilica di San Ruffillo
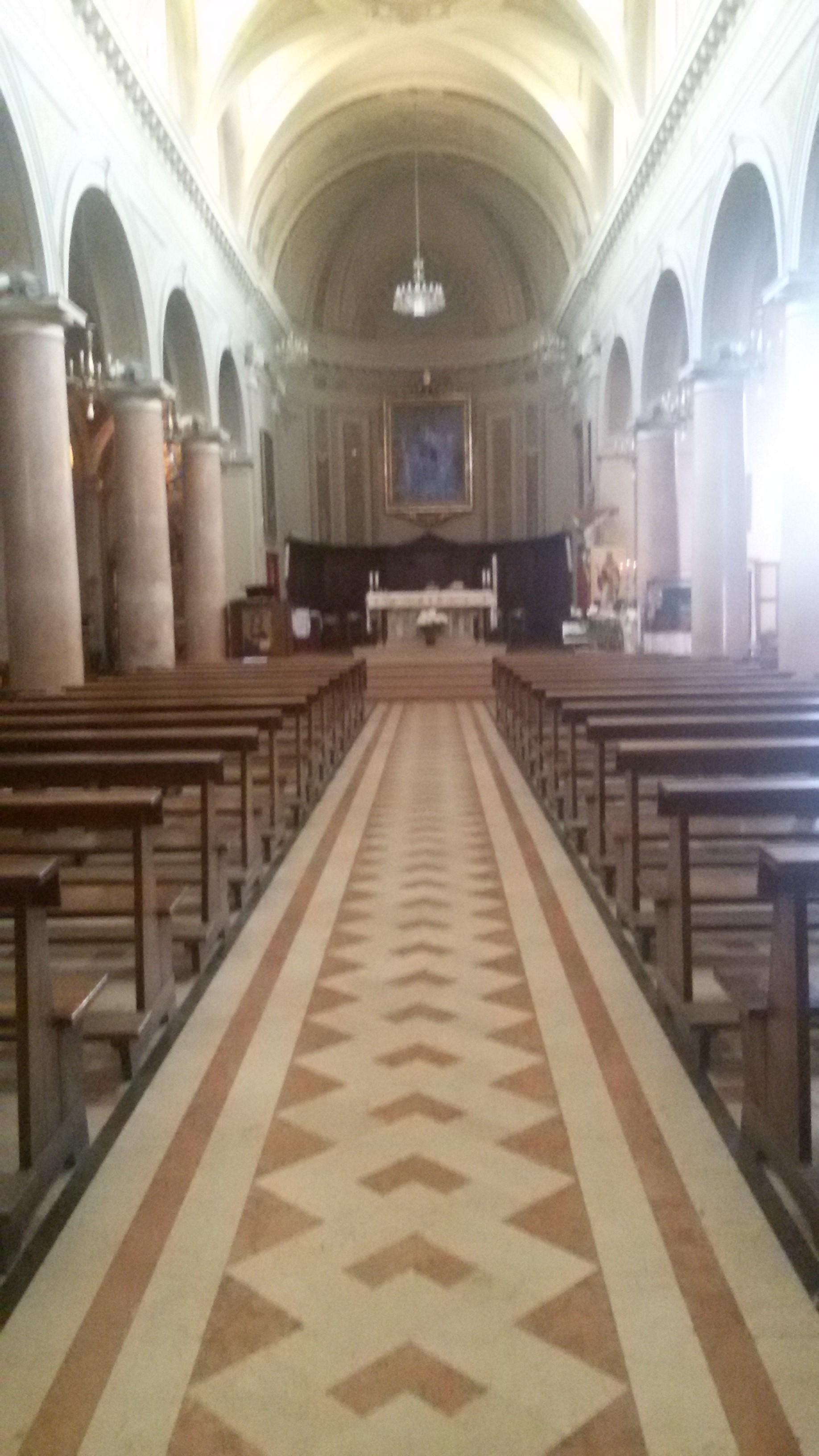
Chiesa di San Ruffillo
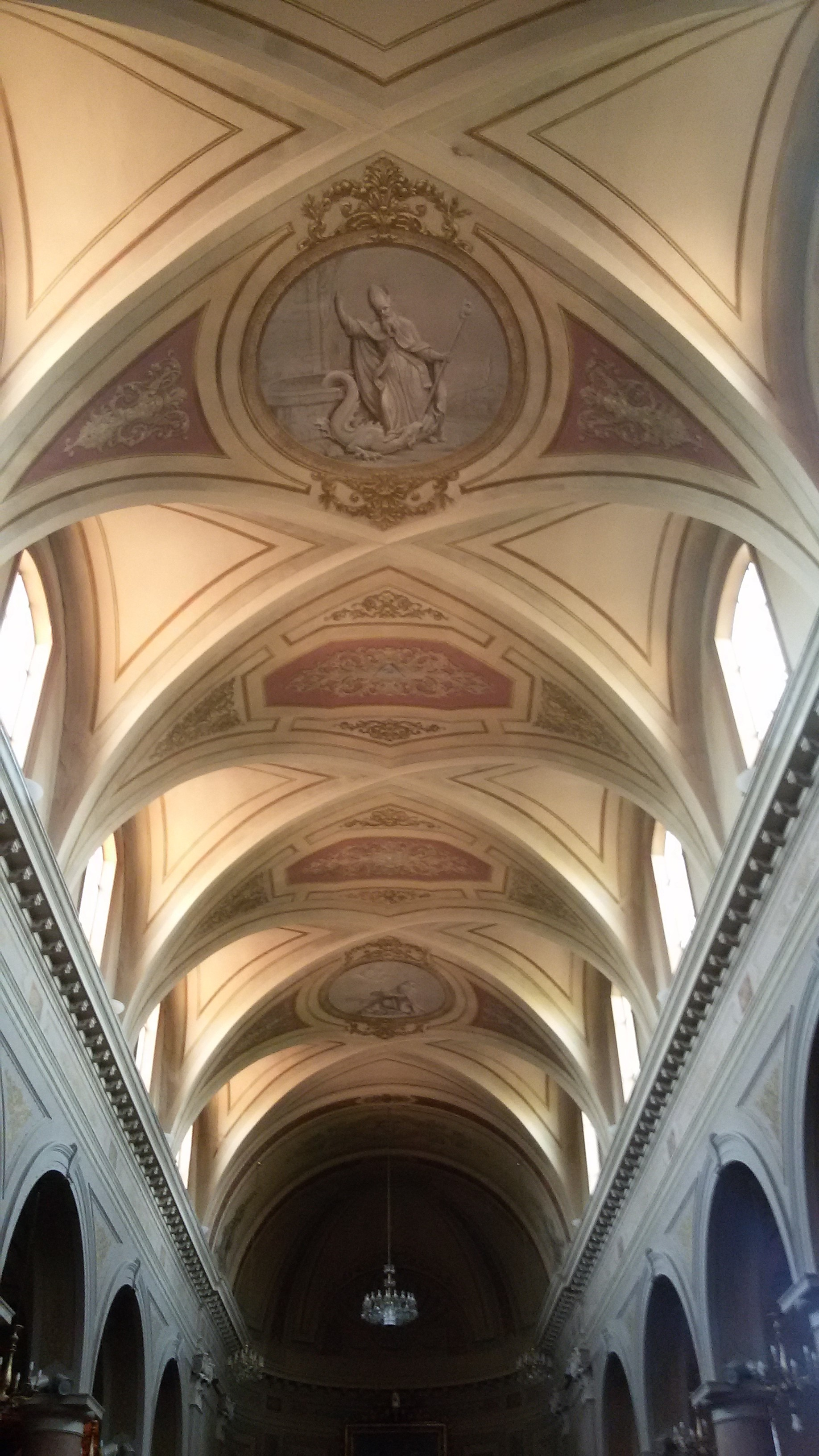
Chiesa di San Ruffillo
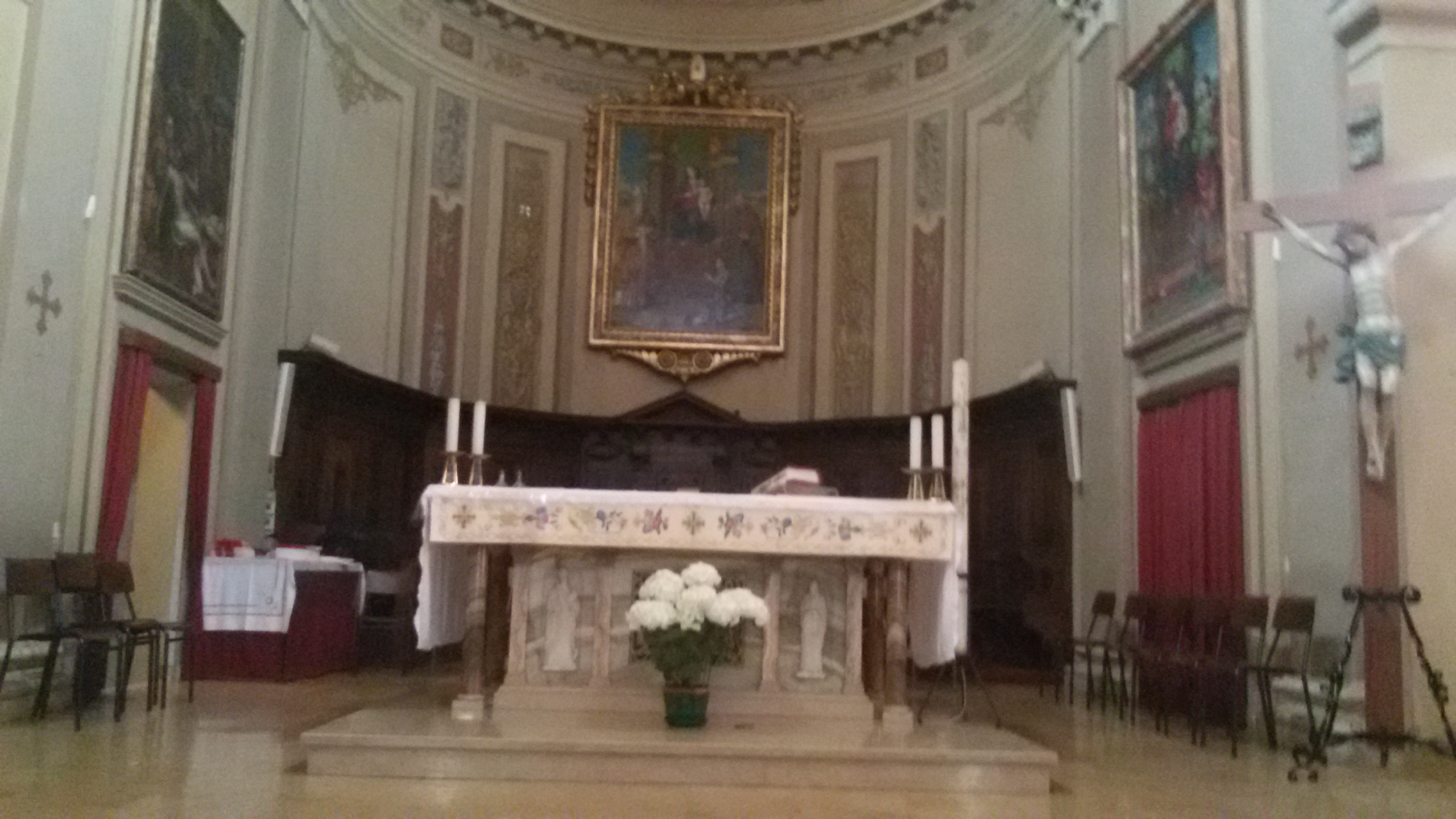
Chiesa di San Ruffillo
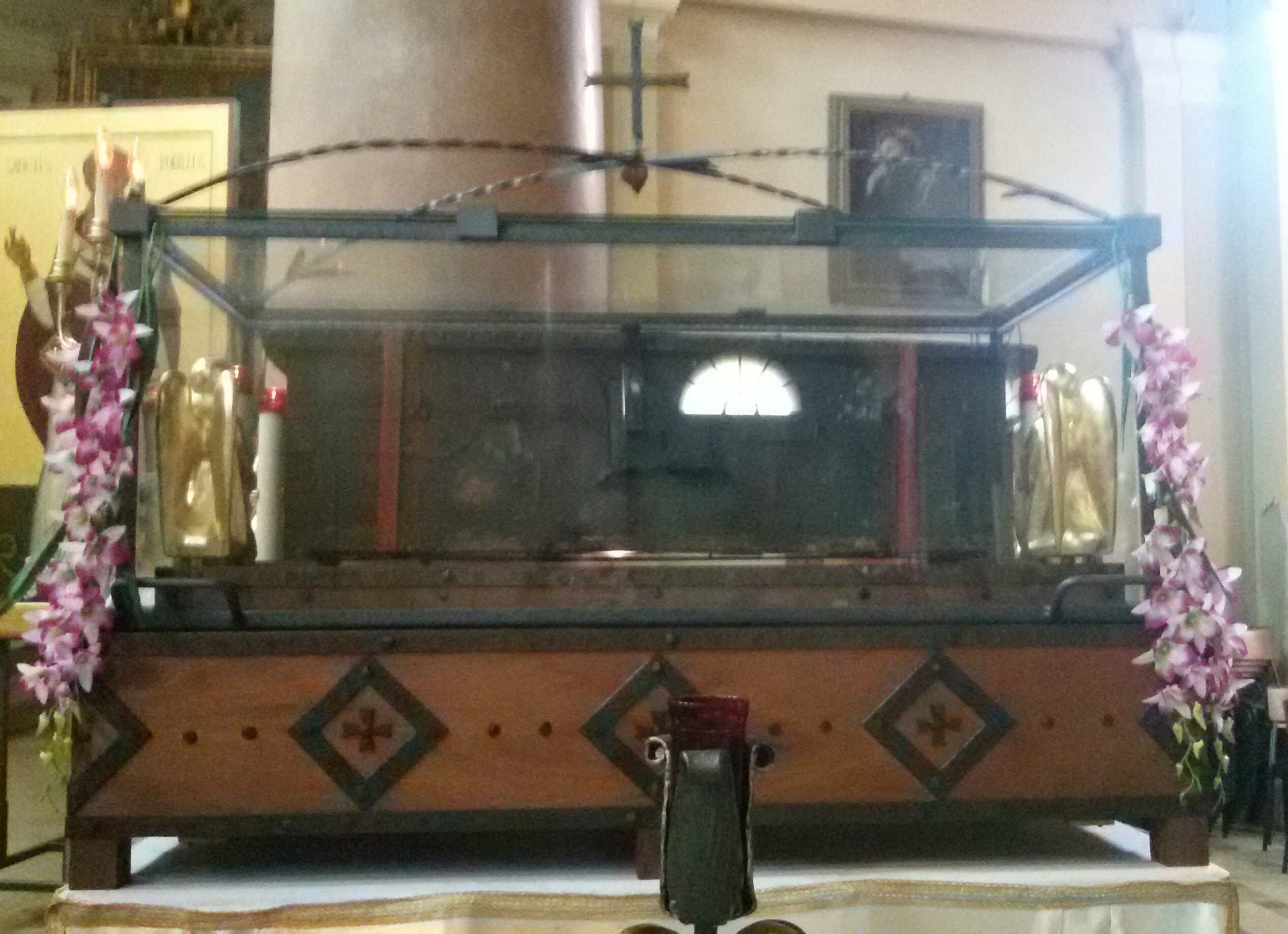
Chiesa di San Ruffillo
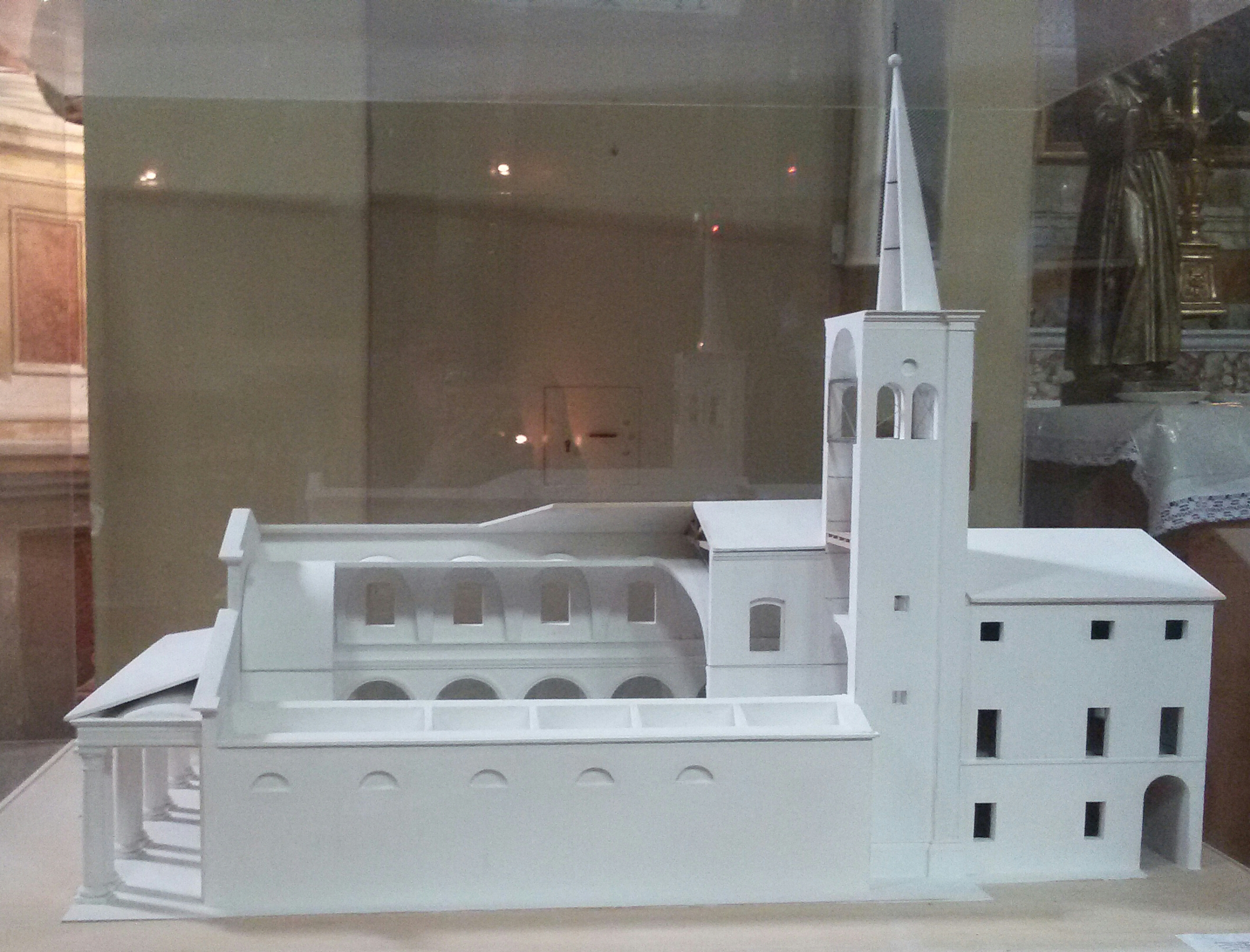
Chiesa di San Ruffillo
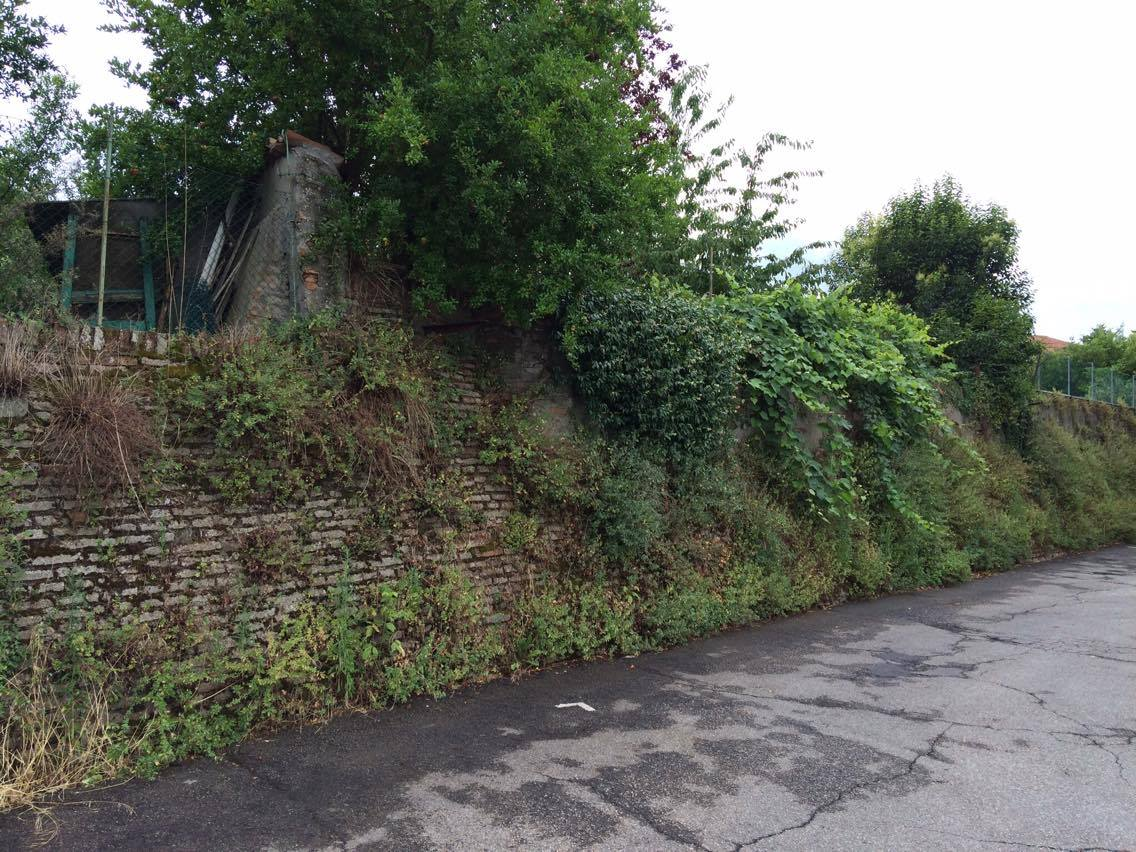
Resti delle mura
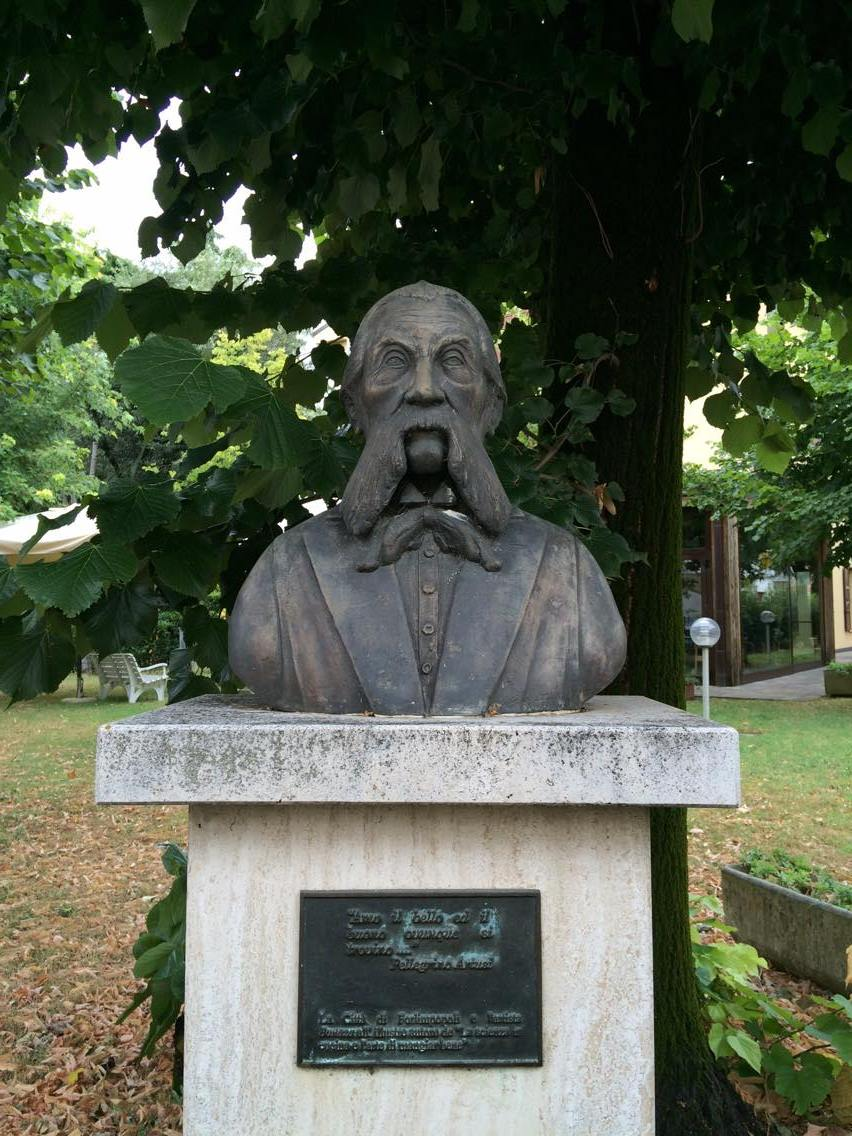
Busto dedicato a Pellegrino Artusi
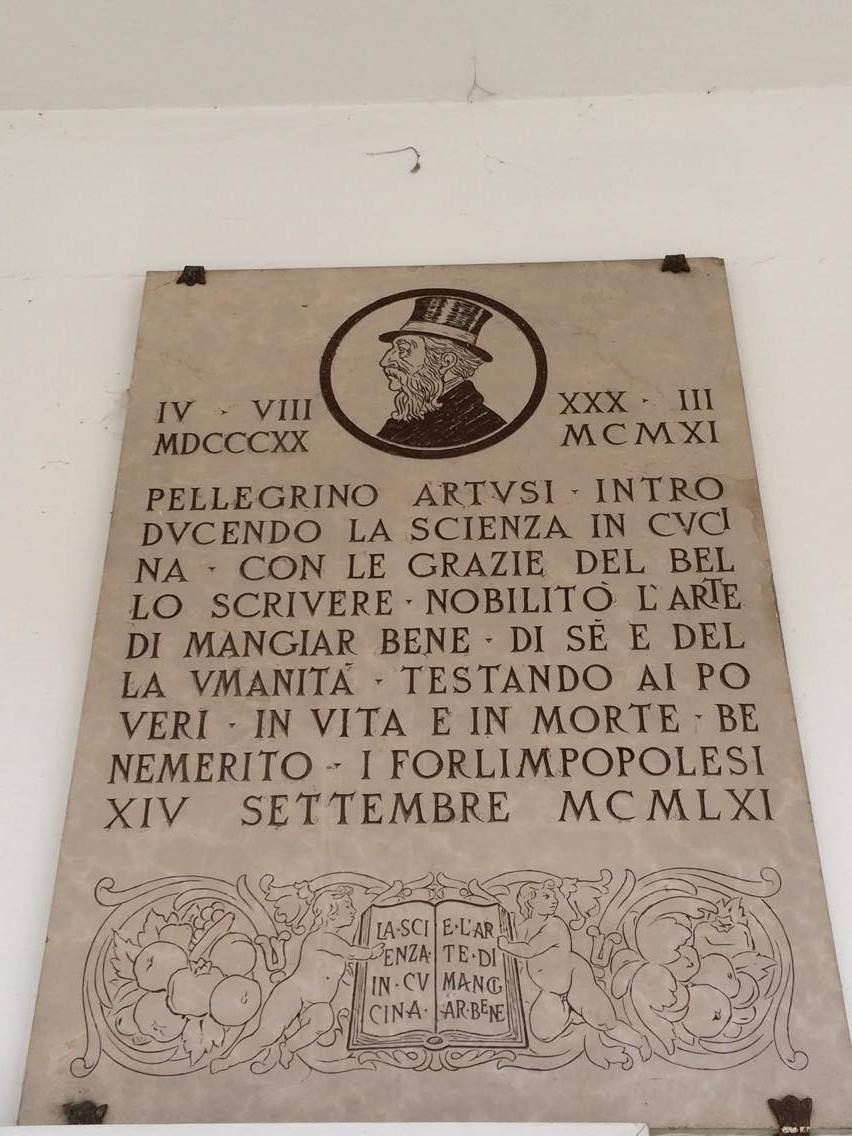
Lapide sulla casa natale di Artusi